# Peucedanum heracleoides
Peucedanum heracleoides är en flockblommig växtart som beskrevs av John Gilbert Baker. Peucedanum heracleoides ingår i släktet siljor, och familjen flockblommiga växter. Inga underarter finns listade i Catalogue of Life.